# Alma (Arkansas)
Alma é uma cidade localizada no estado americano de Arkansas, no Condado de Crawford.

## Demografia
Segundo o censo americano de 2000, a sua população era de 4160 habitantes. 
Em 2006, foi estimada uma população de 4832, um aumento de 672 (16.2%).

## Geografia
De acordo com o United States Census Bureau, a localidade tem uma área de 13,0 km², dos quais 12,5 km² cobertos por terra e 0,5 km² cobertos por água. Alma localiza-se a aproximadamente 133 m acima do nível do mar.

## Localidades na vizinhança
O diagrama seguinte representa as localidades num raio de 16 km ao redor de Alma. 